# Григорівка (Лозівський район)
Григорі́вка — село в Україні, у Близнюківській селищній громаді Лозівського району Харківської області. Населення становить 147 осіб. До 2020 орган місцевого самоврядування — Олексіївська сільська рада.

## Географія
Село Григорівка знаходиться на правому березі річки Велика Тернівка, є міст. На протилежному березі села Микільське і Олексіївка.

## Історія
- 1790 — дата заснування.
- 12 червня 2020 року, відповідно до Розпорядження Кабінету Міністрів України № 725-р «Про визначення адміністративних центрів та затвердження територій територіальних громад Харківської області», увійшло до складу Близнюківської селищної громади.[1]
- 19 липня 2020 року, в результаті адміністративно-територіальної реформи та ліквідації Близнюківського району, увійшло до складу Лозівського району Харківської області.[2]

## Економіка
- В селі є молочно-товарна і птахо-товарна ферми.

## Культура
- Клуб.